# Friedrich Beck (General)
Friedrich „Fritz“ Ludwig Theodor Beck (* 5. September 1837 in Darmstadt; † 9. Juni 1910 ebenda) war ein deutscher Generalmajor und Militärhistoriker.

## Leben

### Herkunft
Friedrich Beck wurde als Sohn des Geheimen Ministerialsekretärs im Kriegsministerium, Friedrich Jacob Beck (1812–1857), und dessen Ehefrau Auguste Luise, geb. Nebel (1815–1885) und Tochter des Medizinprofessors Ludwig Nebel (1772–1854), geboren.

### Werdegang
Wie sein Großvater, Generalmajor Johann Ludwig Friedrich Beck, entschied er sich für eine militärische Laufbahn und kam nach dem Besuch des Gymnasiums Darmstadt und der Militärschule Darmstadt am 1. Oktober 1853 als Freiwilliger in die Hessen-kasselsche Armee zum Leibgarde-Infanterie-Regiment. Er wurde Portepee-Korporal im Großherzoglichen Artillerie-Korps. Zwei Jahre später wurde er Korporal im Feld-Artillerie-Regiment 25. Bevor er 1879 als Major zum Kommandanten der Gendarmerie in Gießen ernannt wurde, war er als Leutnant (1. September 1857), Oberleutnant (am 1. Juni 1866) und Hauptmann (1870) eingesetzt. Er nahm an den Feldzügen 1866 und 1870/71 teil. Ab 1872 war er als Batteriechef eingesetzt.
Am 15. August 1878 wurde er in das Großherzogliche Gendarmerie-Korps versetzt. Ab 1879 war er, zum Major befördert, hier Distriktskommandant von Oberhessen. 1884 wurde er Distriktkommandant von Rheinhessen. Am 28. April 1888 wurde er Kommandeur des Korps. In dieser Position wurde er am 10. Mai des gleichen Jahres zum Oberstleutnant.
1890 wurde er zum Oberst ernannt und am 1. Oktober 1906 als Generalmajor in den Ruhestand verabschiedet.
In den Quartalsblättern des Historischen Vereins für das Großherzogtum Hessen erschien von Karl Esselborn ein Nachruf auf Beck.
Er war bis 1909 u. a. mit dem Komturkreuz II. Klasse mit Schwertern und der Krone des Philipps-Ordens (Komturkreuz: 25. November 1893; Krone dazu: 1. Januar 1896), dem preußischen Kronen-Orden II. Klasse und dem Russischen St.-Annen-Orden II. Klasse mit Brillanten ausgezeichnet worden.

### Familie
Friedrich Beck wuchs mit seinen Geschwistern Ludwig (1841–1918) und Theodor (1839–1917) auf und heiratete 1864 Emilie Minnigerode. Aus der Ehe sind die Kinder Friedrich (1865), Auguste (1867), Mathilde (1868) und Otto (1873) hervorgegangen.

## Schriften (Auswahl)
- Geschichte des Großherzoglich Hessischen Feld-Artillerie-Regiments Nr. 25. Mittler und Sohn, Berlin, 1884, zzgl. spätere Fortsetzungen (1890 und 1899)
- Geschichte der Grossherzoglich Hessischen Fahren und Standarten. Mittler und Sohn, 1895.
- Ergänzungen zu Carl von Diersburg: Geschichte des 1. Großherzoglich Hessischen Infanterie-Regiments (Leibregiment 115). Mittler und Sohn, 1899.
- Geschichte des Großherzoglich Hessischen Gendarmeriekorps. H. Hohmann, 1905.